# Écluse de Potter

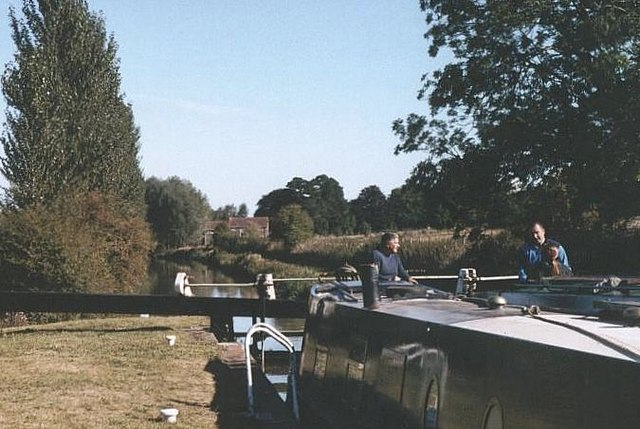
Écluse de Potter

L’écluse de Potter est une écluse sur le canal Kennet et Avon, à Bedwyn, dans le Wiltshire, en Angleterre.
L’écluse de Potter a été construite entre 1718 et 1723 sous la supervision de l'ingénieur John Hore de Newbury. Le canal est administré par la British Waterways. L’écluse permet de franchir un dénivelé de 2,28 m (7 pi 6 po).